# Arboretum de Podestat
El Arboreto de Podestat (en francés: Arboretum de Podestat) es un jardín botánico y arboreto de unas 2 hectáreas de extensión de administración privada, que se encuentra en la parte norte de Bergerac, Francia. 
El Vivero tiene el reconocimiento de "Collection National" por el Conservatorio de colecciones vegetales especializadas (CCVS) por su colección de Miscanthus.

## Localización
Bergerac se encuentra en la zona del "Périgord pourpre" es una zona vitivinícola con 12 600 hectáreas dedicadas a esta producción con 12 apelaciones de origen controladas (AOC) y un vino del país produciendo 560 000 hectólitros por campaña.
Bergerac tiene en su palmarés de 2014, que el «Conseil National des Villes et Villages Fleuris de France» le ha concedido "cuatro flores" a la comuna en el « Concours des villes et villages fleuris », así como la «fleur d'or» en el "concours départemental".
Arboretum de Podestat, Podestat, Code Postal 24100 Bergerac, Département de Dordogne, Aquitaine, France-Francia.
Visitable los días de Rendez vous de los jardines.

## Historia
Este arboreto fue creado alrededor del año 2000.

## Colecciones
Alberga una colección de árboles notables aún jóvenes tal como robles, Carpinus, árboles asiáticos.
Entre las plantas vivaces se encuentra la colección de Miscanthus

## Bibliografía

Especímenes
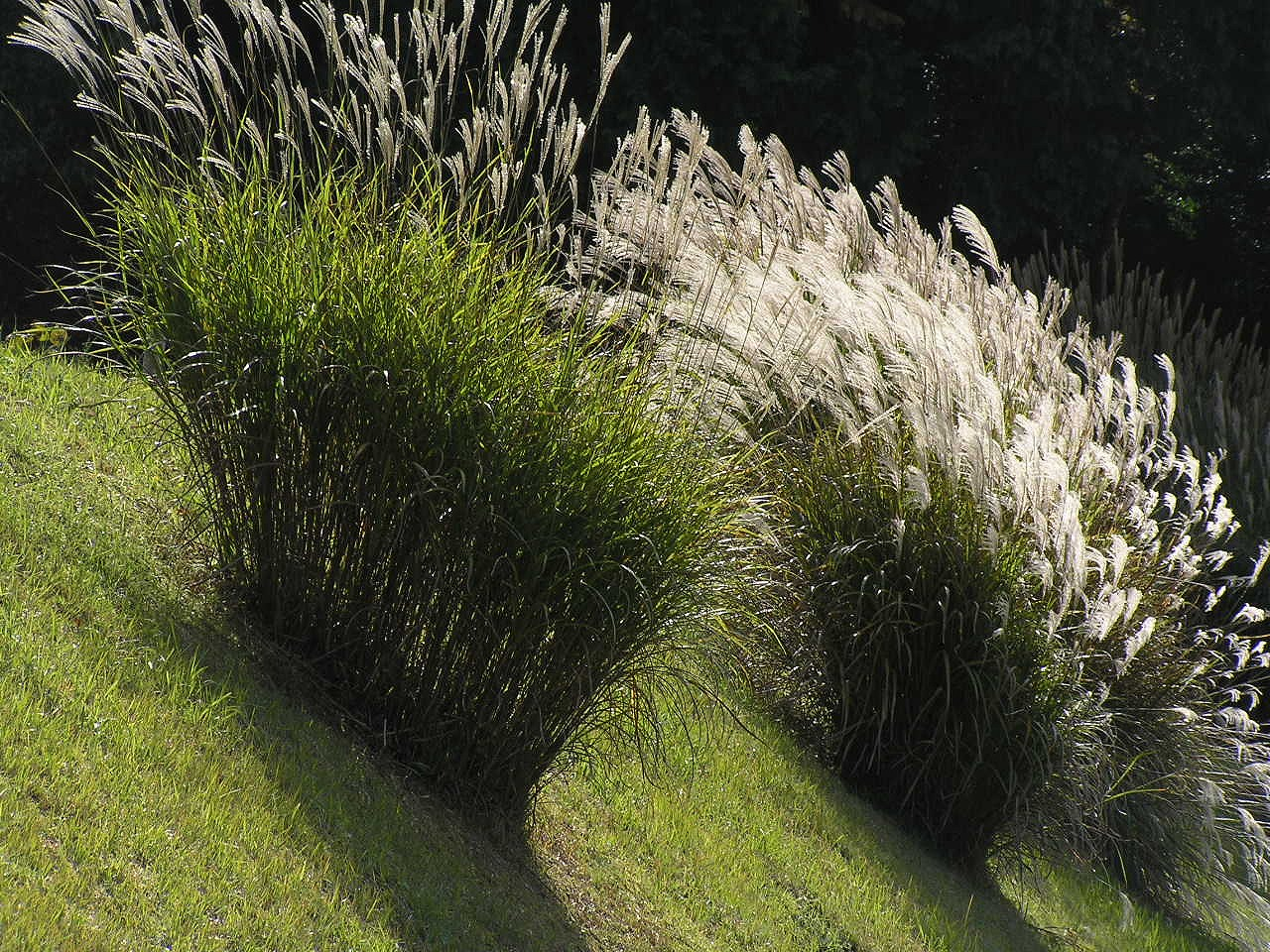
Miscanthus sinensis'.
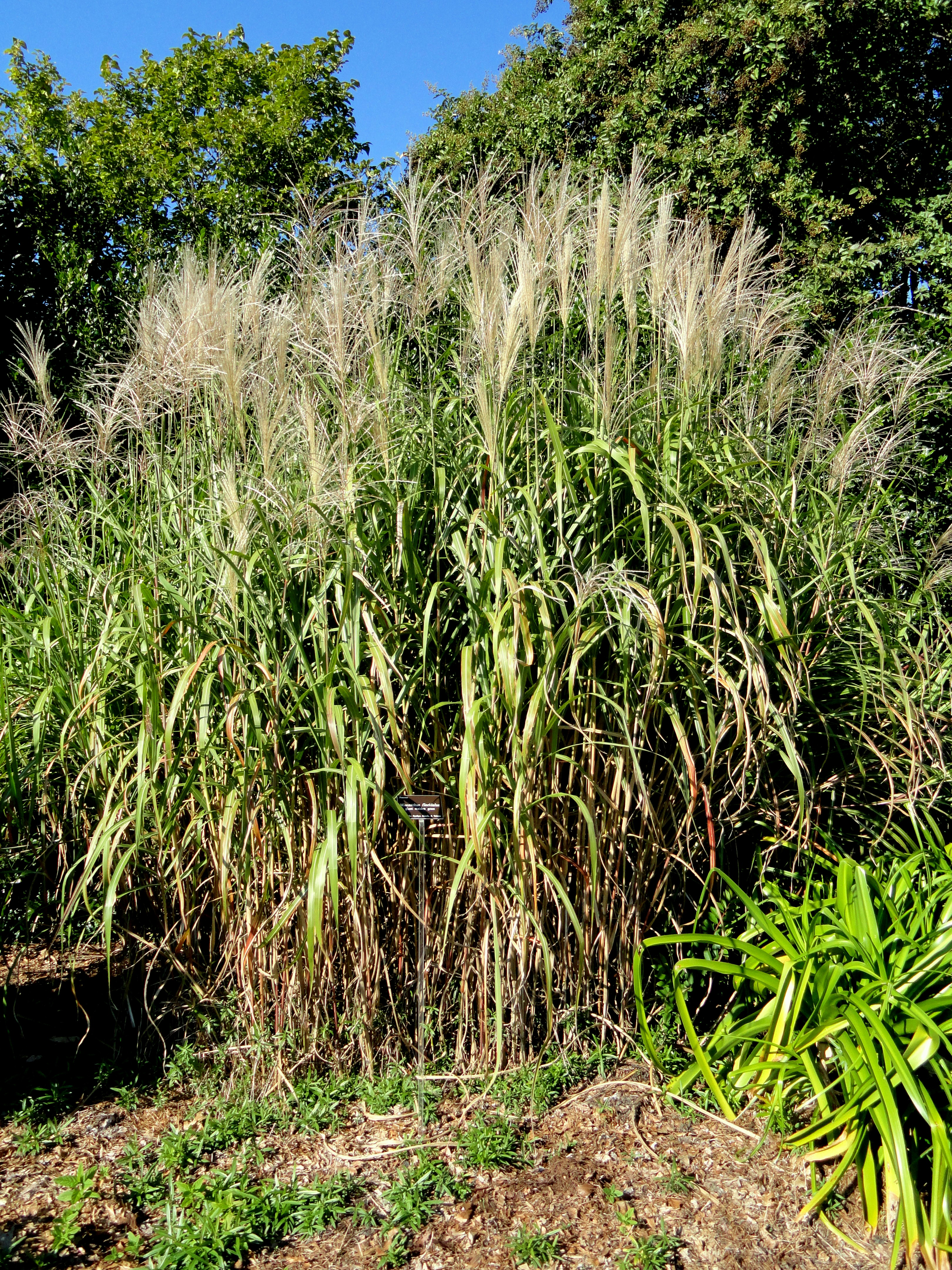
Miscanthus floridulus.
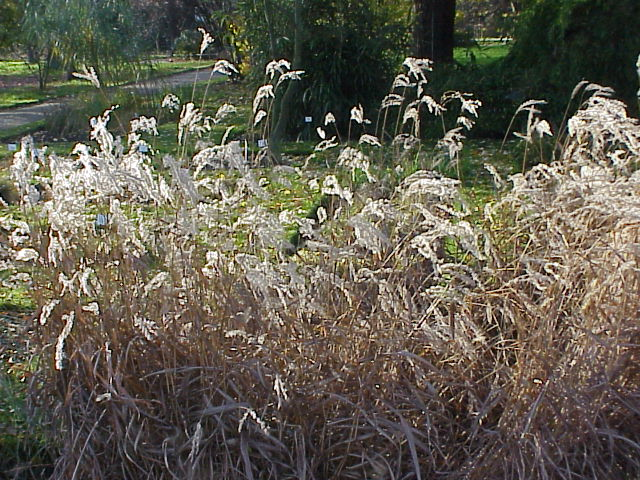
Miscanthus oligostachyus.
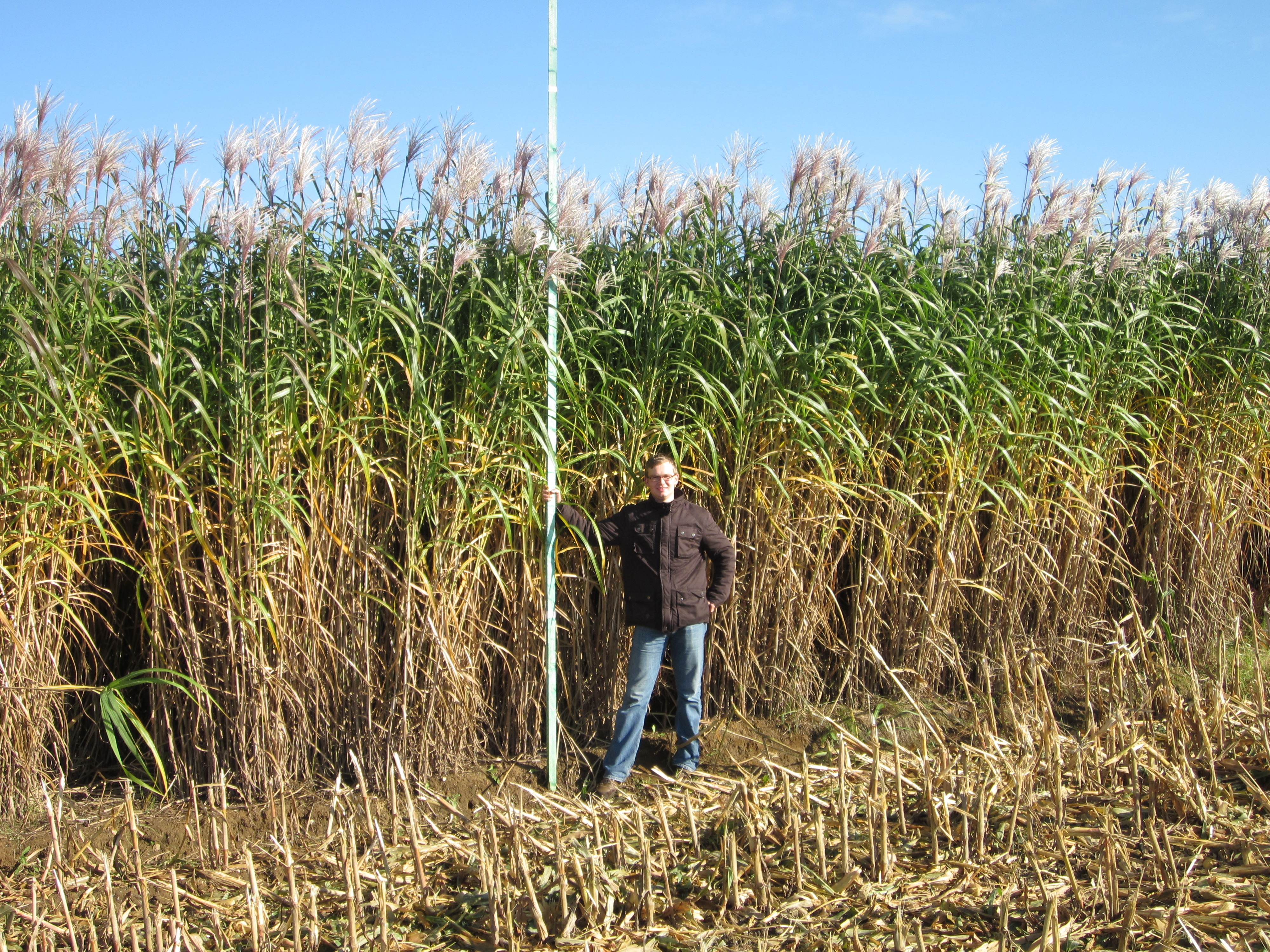
Miscanthus x giganteus